# Trois-Rivières Airport
Trois-Rivières Airport (franska: Aéroport de Trois-Rivières) är en flygplats i Kanada.   Den ligger i regionen Mauricie och provinsen Québec, i den sydöstra delen av landet, 250 km öster om huvudstaden Ottawa. Trois-Rivières Airport ligger 57 meter över havet.
Terrängen runt Trois-Rivières Airport är platt. Runt Trois-Rivières Airport är det tätbefolkat, med 613 invånare per kvadratkilometer.. Närmaste större samhälle är Trois-Rivières, 10,1 km öster om Trois-Rivières Airport. 
I omgivningarna runt Trois-Rivières Airport växer i huvudsak blandskog.